# Stolperstein in Königsee

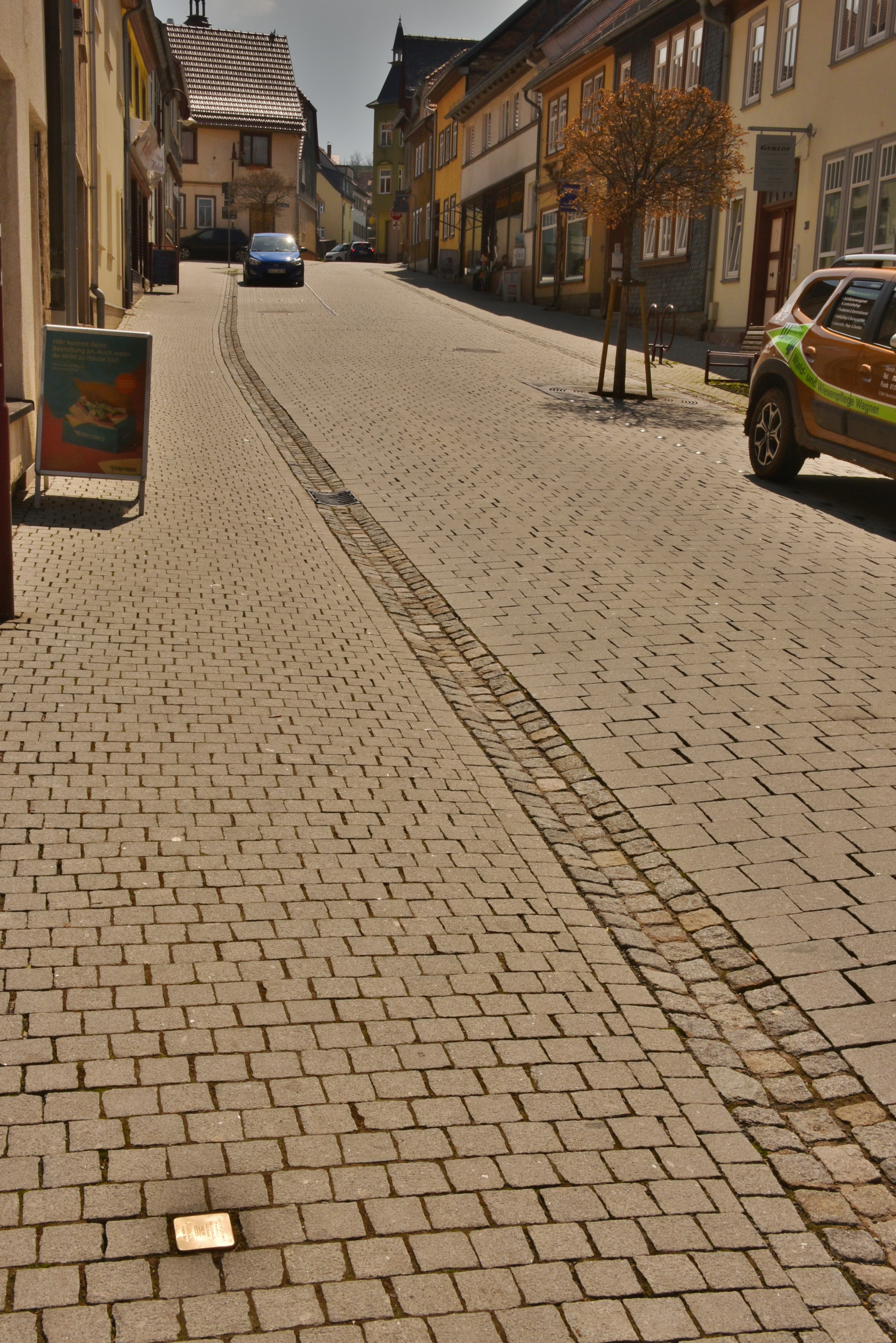
Stolperstein für Otto Seeber

Der Stolperstein in Königsee ist Otto Seeber gewidmet, er wurde in der Stadt Königsee im Landkreis Saalfeld-Rudolstadt in Thüringen verlegt. Stolpersteine werden vom Kölner Künstler Gunter Demnig in weiten Teilen Europas verlegt. Sie erinnern an das Schicksal der Menschen, die von den Nationalsozialisten ermordet, deportiert, vertrieben oder in den Suizid getrieben wurden und liegen im Regelfall vor dem letzten selbstgewählten Wohnsitz des Opfers.
Der bislang einzige Stolperstein in Königsee wurde am 26. Februar 2019 vom Künstler persönlich verlegt.

## Stolperstein
| Stolperstein | Inschrift                                                                                         | Verlegeort              | Name, Leben |
| ------------ | ------------------------------------------------------------------------------------------------- | ----------------------- | --- |
|              | HIER WOHNTE OTTO 'HANDIT' SEEBER JG. 1900 DENUNZIERT VERHAFTET 1941 BUCHENWALD ERMORDET 22.8.1941 | Schwarzburger Straße 25 | Otto Seeber, Spitzname Handit, wurde am 9. Mai 1900 in Angstedt geboren. Er wurde denunziert und verhaftet. Im August 1941 wurde er in das KZ Buchenwald deportiert und dort am 22. August desselben Jahres dem Steinbruch zugeteilt. Otto Seeber verlor noch am selben Tag sein Leben, als offizielle Todesursache wurde Tuberkulose angegeben. |

## Verlegung
Initiiert wurde die Verlegung vom Zeitzeugen Horst Möller, der Otto Seeber noch persönlich kannte. Er übernahm auch die Patenschaft für den Stolperstein, der im Juni 2018 vom Stadtrat genehmigt wurde. Die Verlegung am 26. Februar 2019 konnte er nicht mehr erleben, er verstarb im November 2018. Bei der Verlegung anwesend waren der Bürgermeister Volker Stein und Vertreter des Stadtrates.